# Ladislav Lis
Ladislav Lis (24. dubna 1926 Mlaka – 18. března 2000 Sosnová) byl český a československý politik, v 50. letech předseda ČSM, v roce 1968 funkcionář KSČ v Praze, za normalizace disident, signatář a v roce 1982 také mluvčí Charty 77, po sametové revoluci poslanec Sněmovny národů Federálního shromáždění za Občanské fórum, později za Občanské hnutí.

## Život

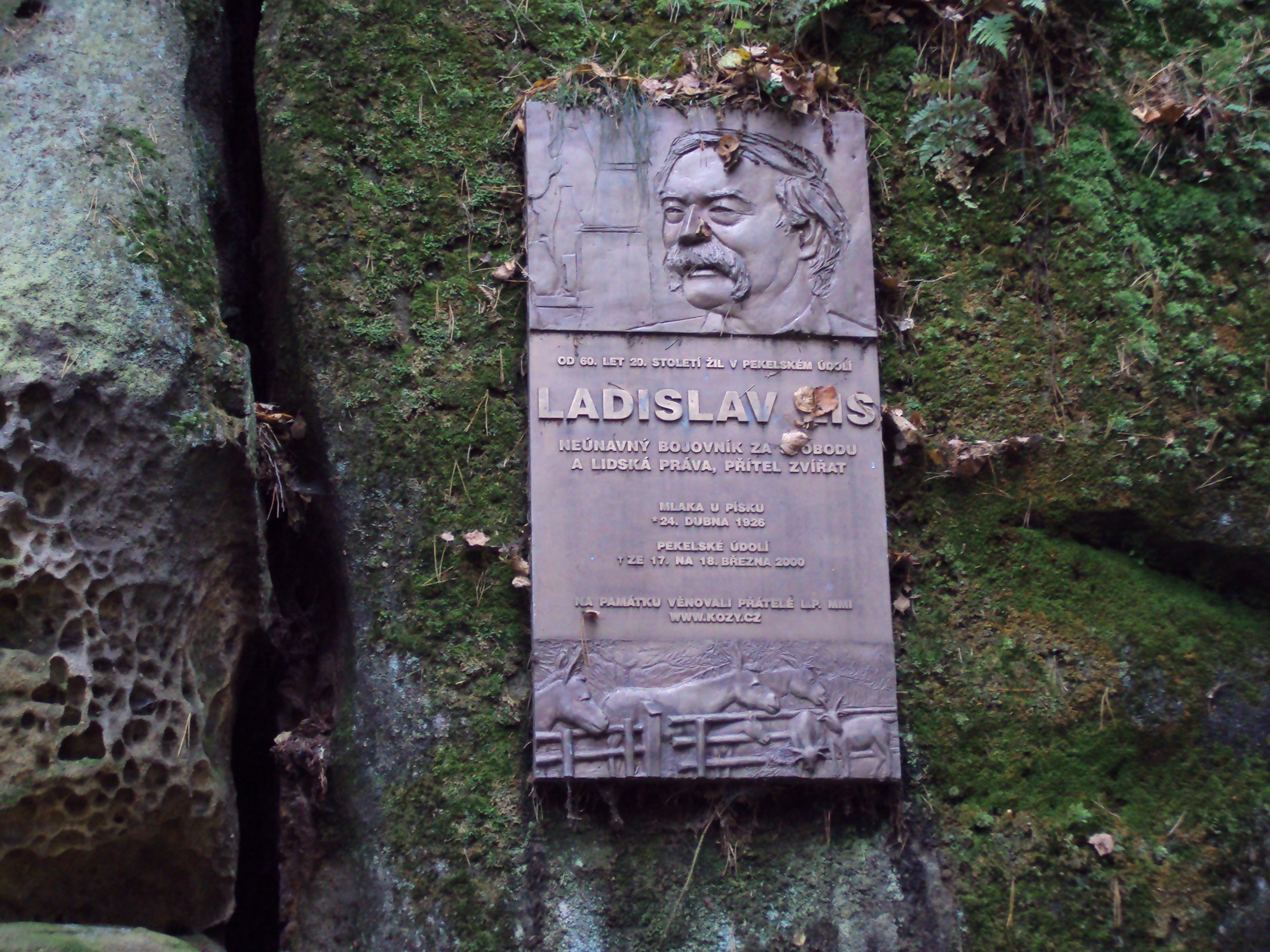
Pamětní deska u chalupy v údolí NPP Peklo

Zdroje se rozcházejí ohledně místa jeho narození. Publikace Kdo je kdo z roku 1991 uvádí Mlaka, okr. Písek, slovník Kdo byl kdo v našich dějinách 20. století zase Mláka na Písecku. Podle dalšího zdroje bylo jeho rodiště v obci Mlaka u Čížové na Písecku, pamětní deska L. Lise udává místo narození Mlaka u Písku a katalog jihočeské knihovny zase Mladotické Mlaky. V regionu Písecka se kromě vesnice Mladotické Mlaky nachází ještě osada Mlaka v obci Kluky.
V letech 1941–1948 pracoval jako strojní zámečník v Praze. Zde v roce 1943 vstoupil do Komunistické strany Československa v ilegalitě a účastnil se odboje.
Po válce se začal politicky angažovat. V roce 1948 působil ve vedení organizace ROH v podniku ČKD Praha. Byl aktivní také v prokomunistickém mládežnickém hnutí. Po únorovém převratu roku 1948 se stal tajemníkem Městského výboru Československého svazu mládeže v Praze. V roce 1952 byl dokonce jmenován předsedou ČSM poté, co z této funkce byl sesazen Zdeněk Hejzlar. Celostátní konference KSČ ho 18. prosince 1952 navíc zvolila kandidátem Ústředního výboru KSČ. Z funkce v ČSM byl uvolněn poté, co v roce 1953 protestoval proti měnové reformě.
Od roku 1953 studoval na Vysoké stranické škole při ÚV KSČ, kterou dokončil roku 1957. V letech 1957–1960 působil jako pracovník aparátu Ústředního výboru KSČ. Roku 1960 byl ovšem ze strany vyloučen a živil se do roku 1966 jako dělník, úředník či bagrista. V letech 1967–1972 vystudoval práva na Univerzitě Karlově v Praze. V roce 1968 byl rehabilitován a v období červen – září 1968 zastával post tajemníka Městského výboru KSČ v Praze. Po invazi vojsk Varšavské smlouvy do Československa byl již v září 1968 z této funkce odvolán a roku 1969 podruhé vyloučen z KSČ. V letech 1968–1969 byl pracovníkem Sociologického politologického ústavu Univerzity Karlovy.
V letech 1969–1979 pracoval jako dřevorubec, roku 1977 podepsal Chartu 77, roku 1982 byl mluvčím a byl celkem čtyřikrát vězněn, v letech 1984–1987 byl pod policejním dohledem. Disident Václav Benda zaslal roku 1984 dopis účastníkům kongresu Wege zu einer Europäischen Friedensordnung, ve kterém je prosil, aby protestovali proti Lisově věznění a další perzekuci.
Byl členem Výboru na obranu nespravedlivě stíhaných (VONS), místopředsedou Českého helsinského výboru, Hnutí za občanskou svobodu (HOS) a od roku 1985 Mezinárodní federace pro lidská práva (FIDH). V 80. letech spoluzakládal samizdatové Lidové noviny.
Profesně je k roku 1989 uváděn jako právník - invalidní důchodce, bytem Praha. V prosinci 1989 zasedl v rámci procesu kooptací do Federálního shromáždění po sametové revoluci do české části Sněmovny národů (volební obvod č. 7 – Praha 8, hlavní město Praha) jako bezpartijní poslanec, respektive poslanec za Občanské fórum. Mandát obhájil za OF ve volbách roku 1990. V roce 1991 po rozkladu Občanského fóra přešel do klubu Občanského hnutí. Ve Federálním shromáždění setrval do voleb roku 1992. Jako předseda branně-bezpečnostního výboru se podílel na jednáních o odchodu sovětských vojsk.
V roce 1993 přestoupil z Občanského hnutí do ČSSD, v roce 1996 neúspěšně kandidoval do senátu za obvod Česká Lípa. Žil v Pekle u Sosnové u České Lípy, kde se věnoval chovu koz a kde také zemřel.